# استنتاج توكيدي من مقدمات نافية
الإتيان باستنتاج توكيدي من مقدمات نافية (أو النفي الضمني) هي مغالطة منطقية ترتكب في حالة وجود قياس  اقتراني حملي يتركب من مقدمتين نافيتين تفضيان إلى استنتاج إيجابي.
فعلى سبيل المثال:
السمك لا يعد من الكلاب، وجميع الكلاب لا تطير. إذن فجميع السمك يطير.
أو
نحن لا نقرأ مثل هذه القاذورات. ومن يقرأ مثل هذه القاذورات لا يقدر الأدب الحقيقي. إذن فنحن نقدر الأدب الحقيقي.
يمكن صياغة الحجة السابقة بصيغة رياضية كما يلي:
∵ {\displaystyle A\cap B=\emptyset }
∵ {\displaystyle B\cap C=\emptyset }
∴ A ⊂ C
وهي حجة باطلة تمامًا، ففي حالة القياس الحملي الذي يتضمن مقدمات نافية حصرًا فلا بد له من أن يُختتم باستنتاج نافٍ حتى يكون صحيحًا من ناحية منطقية.